# Trauma (personaggio)
Trauma è un personaggio dei fumetti pubblicato dalla Marvel Comics, di cui diversi alter ego hanno nominato lo stesso nome della battaglia.
- Il primo, il cui vero nome è Thow Mah, creato da Peter David (testi) e Gary Frank (disegni). È apparso la prima volta in The Incredible Hulk (vol. 2) n. 413 (gennaio 1994)
- Il secondo di essi è Terence "Terry" Ward, creato da Dan Slott (testi) e Stefano Caselli (disegni), La sua prima apparizione è in Avengers: The Initiative n. 1 (aprile 2007).

## Terence Ward
Trauma è una giovane recluta dell'Iniziativa con dei poteri instabili, per questo fu affidato a Danielle Moonstar, una mutante depotenziata dopo House of M che l'aiutò a controllare i suoi poteri.
In seguito si scopre che la prima manifestazione dei suoi poteri spaventò molti suoi compagni di scuola e fece impazzire sua madre. Fu mandato all'Iniziativa per volere del padre timoroso di ucciderlo un giorno per i suoi poteri.

### World War Hulk
Durante World War Hulk Trauma viene mandato a scontrarsi con Hulk, all'inizio riesce a trasformarsi in alcune paure del Golia Verde, come il Fenomeno (cioè la sua paura di non essere "il più forte che c'è") o lo stesso Banner. Purtroppo per lui Hulk affronta e vince i suoi timori, impedendogli quindi di trasformarsi.
In seguito diverrà lo psicologo dell'Iniziativa grazie ai suoi poteri.

### Dark Reign
Durante l'età oscura dei supereroi si scopre la reale natura del personaggio: egli è infatti il figlio umano del demone Incubo. Il demone utilizza il corpo del figlio come varco per invadere il mondo terreno, possedendolo. Ma con l'aiuto dei suoi compagni dell'Iniziativa riesce a riprendere il controllo.

## Poteri e abilità
Trauma riesce a trasformarsi nelle paure più terribili di chi gli sta vicino (mimica fobopatica), e, nel caso dei supereroi, riesce anche a copiarne i poteri (come dimostra trasformandosi in Thor).
All'inizio è stato considerato un super umano di livello omega, ma dopo lo scontro con Hulk viene declassato a livello 50, perché non è riuscito a batterlo.